# Турчанов Самуїл Костянтинович
Самуїл Костянтинович Турчанов (1831 — 21 травня 1884 р.) — міський голова Єлисаветграда з 1866 року по весну 1878 року.

## Біографія
Належав до купецького стану.
У 1866 році обраний міським головою Єлисаветграда. У 1871, 1875, 1880 роках також обирався гласним у Єлисаветградську думу.
Під час каденції Турчанова були розроблені інструкції (1871, 1872, 1876 рр.), що визначали організаційну складову діяльності органів міського самоврядування Єлисаветграда. Дослідники відзначали також неефективності діючої фінансової системи міста цього періоду та скандали щодо можливих зловживань членів управи (наприклад, М. П. Журавського).
З 1874 року Турчанов особисто редагував першу міську газету – «Елисаветградский городской листок» (офіційний вісник міської думи). 
Весною 1878 року через особисті фінансові проблеми залишив посаду міського голови, хоча й надалі продовжував бути гласним міської думи.